# Pasites jonesi
Pasites jonesi là một loài Hymenoptera trong họ Apidae. Loài này được Cockerell mô tả khoa học năm 1921.